# 佩利艾法湖

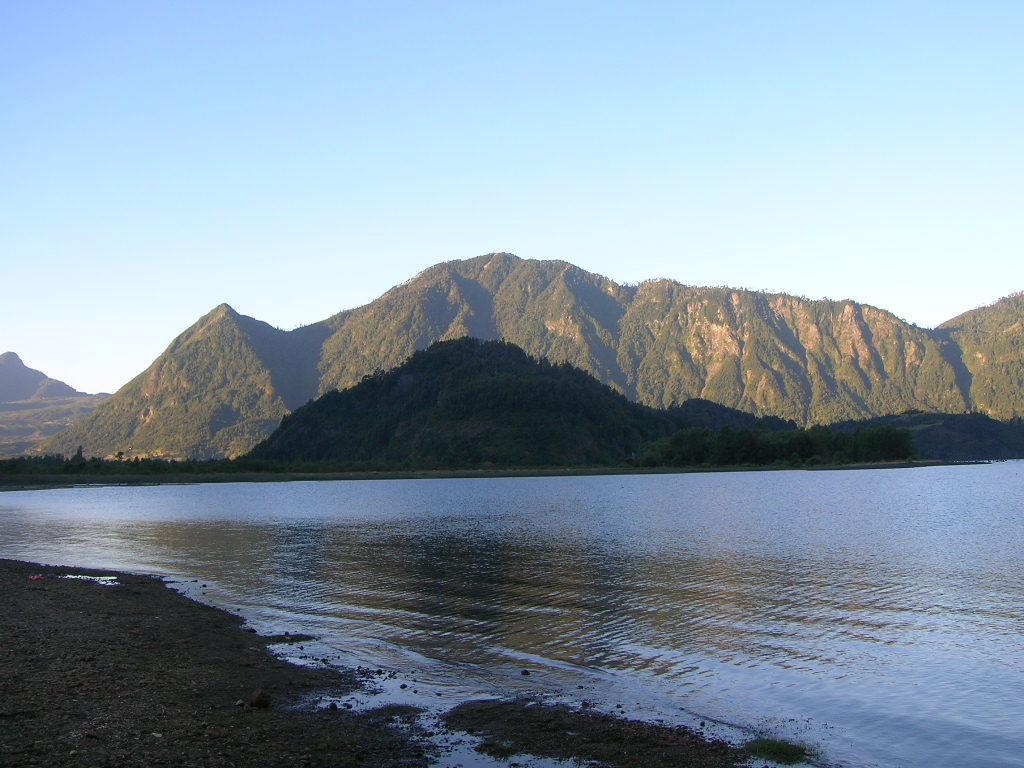

39°36′S 71°58′W / 39.600°S 71.967°W
佩利艾法湖（西班牙語：Lago Pellaifa），是智利的湖泊，位於該國南部，處於溫泉地區，長1.9公里，面積7.2平方公里，海拔高度221米，湖水來自冰川融雪，並經良卡韋河流出。